# 物産会

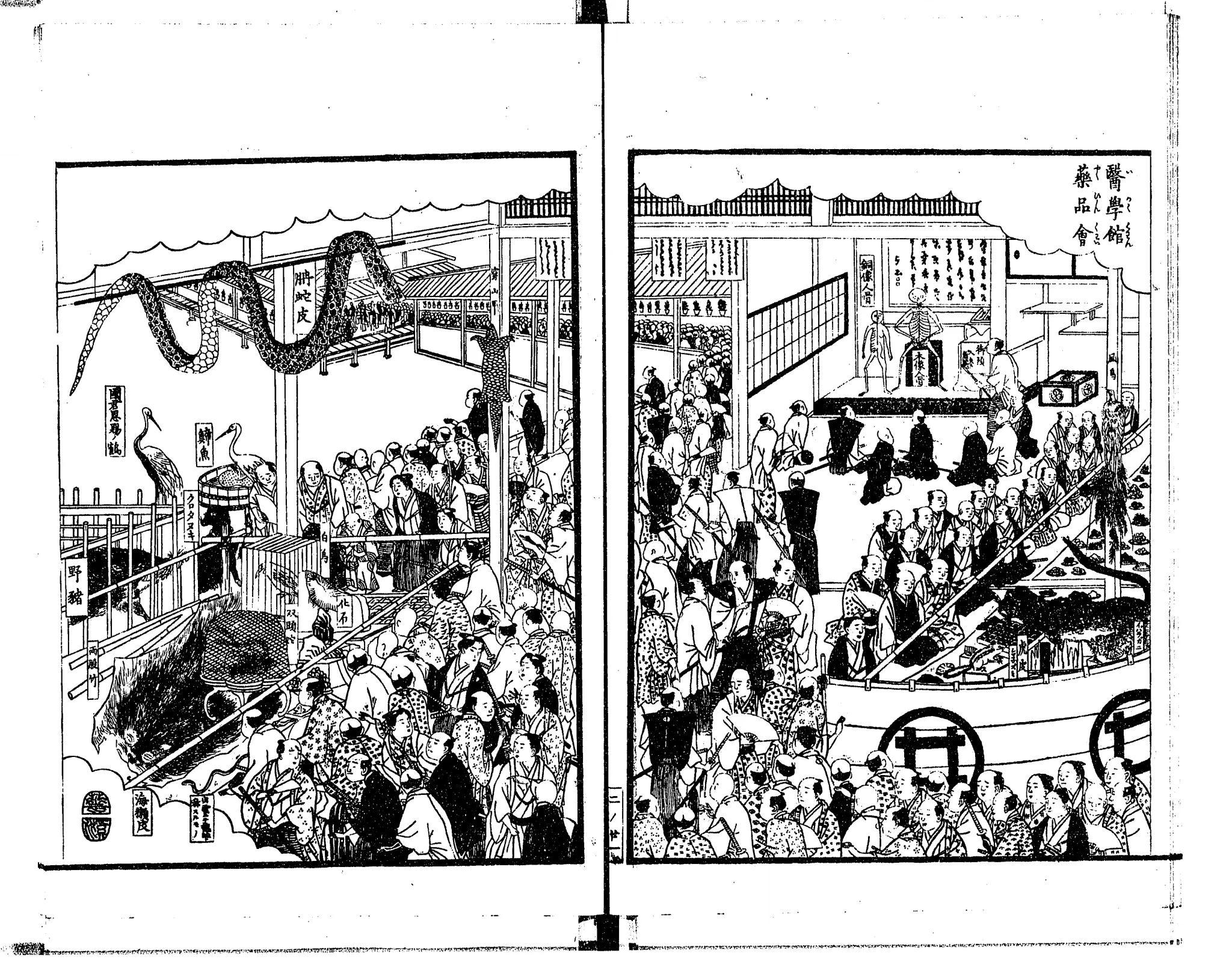
『尾張名所図会』に描かれた名古屋の「医学館薬品会」
----「䏥蛇皮」（ニシキヘビの皮）、「木像人骨」（人体模型）などの展示物に人だかりができている。

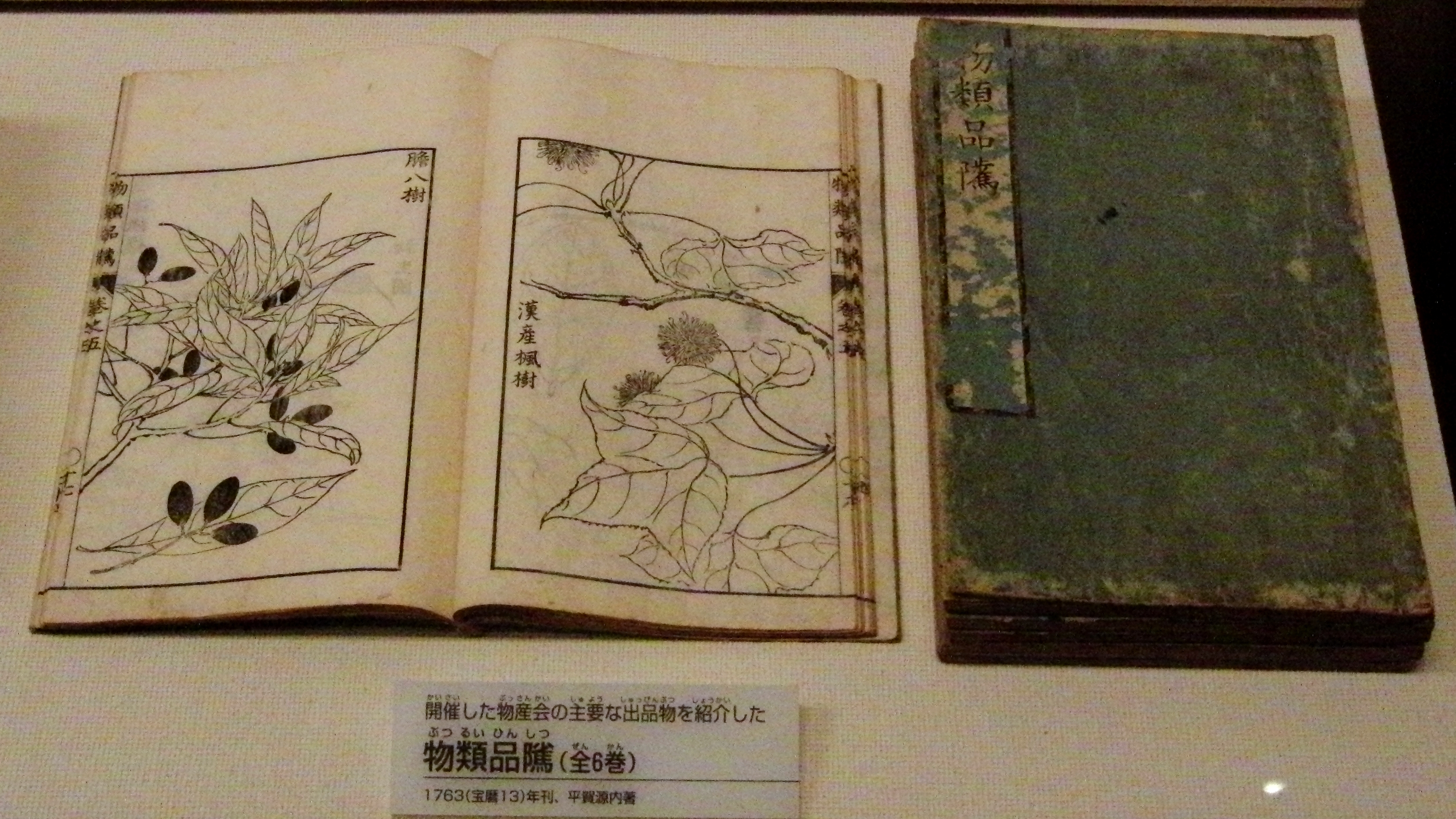
平賀源内『物類品隲』
----源内が開催した物産会の展示品を紹介した書物。

物産会（ぶっさんえ、ぶっさんかい）は、江戸時代後期から明治時代に存在した催し物。日本における博覧会・博物館の先駆。舶来品含む各地の産物の展覧会。江戸・大坂・京都・名古屋など各地で開催された。薬品会、本草会、博物会ともいう。

## 解説
本草学者・蘭学者・儒医・薬種商等の情報交換を主目的として開催されたが、一般庶民に公開される場合もあった。珍奇な展示品により見世物的になる場合もあった。
展示品は、本草学上の薬材となる薬草等が中心だったが、本草学では古銭や鉱物も薬材とみなされたため、これらの収集家も出品した。江戸時代を代表する珍品収集家の木村蒹葭堂や、奇石収集家の木内石亭が出品した会もあった。
奇石収集家や古物収集家が物産会と似た催しを開くこともあった。こうした同好会的活動は、江戸後期に多分野で見られた。
物産会が生まれた背景として、日本の本草学が『本草綱目』等の文献研究から実物研究へと移行していたこと、薬材に限らず有用な産物を研究する「物産学」が形成されていたこと、徳川吉宗の「享保の改革」における殖産興業政策、などがあった。

## 歴史
最初の物産会は、1757年（宝暦7年）田村藍水が江戸で開催した「東都薬品会」である。発案者は藍水の弟子の平賀源内であり、21名から約180点の出品があった。
「東都薬品会」が第2回、第3回と回を重ねるのと並行して、1760年（宝暦10年）戸田旭山が大坂で、1761年（宝暦11年）豊田養慶が京都で、物産会を開催した。江戸と上方の物産会は相互に影響関係があった。一説には、藍水より先に旭山の師津島如蘭が大坂で開催していた可能性もある（上野益三の説）。
1762年（宝暦12年）、源内の主催のもと、江戸湯島天神前の京屋久兵衛宅で開かれた第5回「東都薬品会」は、とくに大規模な物産会となり、日本各地から約1300点の出品があった。
以後、江戸の多紀元孝（躋寿館）、京都の山本亡羊（山本読書室）、大坂の岩永文楨、名古屋の吉田雀巣庵・水谷豊文・浅井紫山・伊藤圭介（嘗百社・尾張医学館）などが物産会を開催した。熊本・長崎・和歌山・福井・富山でも開催された。
明治末期まで物産会は開催された。とくに1871年（明治4年）、大学南校物産局の伊藤圭介や田中芳男の主催のもと、東京府・九段の招魂社（現在の靖国神社）で物産会が開催された。この「大学南校物産会」は、西洋式の博覧会の導入を試みたものであり、博物標本・歴史遺物・機械・絵画など約2300点が官民から出品された。「大学南校物産会」の後、「湯島聖堂博覧会」（1872年）、「ウィーン万博日本館」（1873年）、「内国勧業博覧会」（1877年）などが開催された。
物産会の史料として、平賀源内『物類品隲』『東都薬品会趣意書』、戸田旭山『文会録』、豊田養慶『赭鞭余録』、大学南校物産会の『明治辛未物産会目録』、ほか各会の出品目録などがある。